# Прагерманська мова

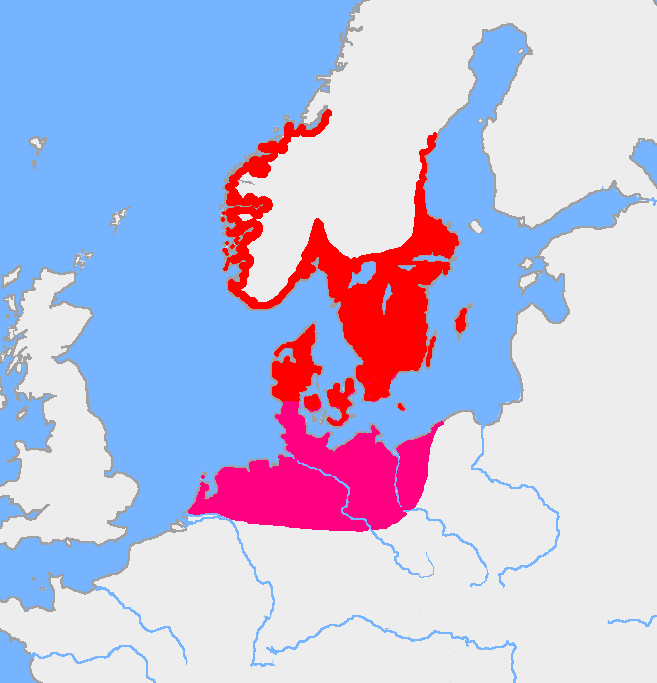
Карта культур доримської залізної доби, які асоціюються з прагерманцями, бл. 500 до н. е.. — 50 до н. е. Пурпурним кольором забарвлено поширення ясторфської культури

Прагерма́нська мо́ва, іноді протогерма́нська мо́ва — гіпотетична реконструйована мова-предок германських мов.

## Носії
Після розпаду праіндоєвропейської мовної спільноти германці входили в число племен культури бойових сокир, а в епоху бронзової доби — в спільноту нордичної бронзової доби.
Носіїв пізньої прагерманської мови звичайно асоціюють з культурами так званої доримської залізної доби (за класифікацією О. Монтеліуса), серед яких провідне місце займала ясторфська культура.

## Фонологія

### Приголосні
| + Прагерманські приголосні |             |                 |               |              |
| Приголосні                 | Губні       | Зубні           | Задньоязикові | Лабіовелярні |
| Глухі вибухові             | p або pp    | t або tt        | k або kk      | k ʷ          |
| Глухі фрикативні           | f або ff    | θ або θθ        | x або h       | xʷ або hʷ    |
| Дзвінкі                    | ƀ, b або bb | đ, d або dd     | ǥ, g або gg   | ǥʷ або gʷ    |
| Носові                     | m або mm    | n або nn        |               |              |
| Спіранти                   |             | z, s або ss     |               |              |
| Плавні і півголосні        |             | r, l або rr, ll | j або jj      | w або ww     |

Найважливішими фонетичними змінами, яких зазнала прагерманська мова, були Закон Ґрімма та Закон Вернера.

### Прості голосні
|                               | Переднього ряду       | Середнього ряду | Заднього ряду |
| ----------------------------- | --------------------- | --------------- | ------------- |
| Верхнього підйому             | [i (ː)]               |                 | [u (ː)]       |
| Верхньо-середнього піднесення | [e (ː)] ([e ː] = ē ²) |                 | [o ː]         |
| Нижньо-середнього піднесення  | [æ ː] ( ǣ = ē ¹)      |                 |               |
| Нижнього піднесення           |                       | [a]             |               |

- У прагерманській було чотири короткі голосні (i, u, e, a) і чотири або п'ять довгих (ī, ū, ē, ō і, можливо, ǣ).
- Праіндоєвропейські a та o збіглися в прагерманське a, праіндоєвропейське ā та ō збіглися в прагерманське ō.
- ǣ та ē, яке також записують як ē¹ та ē²;ē², можливо, не було окремою фонемою і реконструюється лише для невеликої кількості слів.

### Дифтонги
Результатом збігу a і o, ā і ō стала втрата прагерманською мовою дифтонгів *oi, *ou, *āi і *āu, які збіглися з *ai, *au, *ōi, *ōu, відповідно. Крім того, монофтонгізувався дифтонг *ei, давши *ī. Таким чином, у прагерманській мові на пізніх стадіях її існування було лише чотири дифтонги.

### Наголос
У прагерманській мові вільний індоєвропейський наголос у певний період змінився фіксованим на першому складі. Усе ж таки певні відомості про місце наголосу в прагерманських словах можна почерпнути завдяки закону Вернера. Ці відомості відповідають ведійським та давньогрецьким даним.

## Морфологія

### Іменник
У прагерманській мові іменники змінювалися за трьома родами, трьома числами й шістьма відмінками.
Відмінювання загалом продовжувало бути індоєвропейським. Відмінювання поділялося на типи в залежності від тематичного голосного: -a-, -ō-, -n-, -i-, і -u-. Перші три були особливо продуктивні і послужили основою для формування відмінювання прикметників; інші проявляли тенденцію до злиття з ними. Усередині типів на -a- і -ō- були підтипи на -ja- і -wa-, і -jō- і -wō- відповідно. Зазначені підтипи неспоконвічні, вони виділилися в результаті фонетичних змін. Усередині типу на -n- також виділяються підтипи: -ōn- (лексеми чоловічого і жіночого родів), -an- (середнього) і -īn- (жіночого, в основному, абстрактні). Крім того, виділяється тип відмінювання на приголосний, в який входила невелика кількість іменників на -er, середнього роду на -z-, дієприкметники теперішнього часу і деякі іменники на -nd-.
|           | Іменники на -a- | Іменники на -a- |          | Іменники на -i- | Іменники на -i- |
| однина    | множина         | однина          | множина  |                 |                 |
| --------- | --------------- | --------------- | -------- | --------------- | --------------- |
| Називний  | *wulfaz         | *wulfōs, -ōz    | *gastiz  | *gastijiz       |                 |
| Родовий   | *wulfisa, -asa  | *wulfōn         | *gastisa | *gastijōn       |                 |
| Давальний | *wulfai,-ē      | *wulfamiz       | *gastai  | *gastī          |                 |
| Знахідний | *wulfan         | *wulfanz        | *gastin  | *gastinz        |                 |
| Орудний   | *wulfō          |                 | *gastī   |                 |                 |
| Кличний   | *wulfa          |                 | *gasti   |                 |                 |

### Дієслово
У прагерманській було всього два часи (минулий і теперішній). Крім того, у дієслова була форма інфінітива.
Відмінювання дієслова beranan «нести»:
| особа / число | однина                         | множина                |
| ------------- | ------------------------------ | ---------------------- |
| 1-а           | * Berō «я несу»                | * Beromiz «ми несемо»  |
| 2-а           | * Beriz «ти несеш»             | * Beriþ «ви несете»    |
| Третя         | * Beriþ «він, вона воно, несе» | * Beranþ «вони несуть» |

## Лексика
Словниковий фонд прагерманських мови несе в собі сліди контактів прагерманців з сусідніми народами: римлянами, кельтами, слов'янами.

### Кельтські запозичення
Антуан Мейє вважає, що епоха інтенсивних кельтсько-германських контактів припадає на V—III ст. до н. е. У цей час германці запозичили такі слова, як:
- - Ambaxtz «слуга» < галл. ambactos;
  - Īsarn «залізо» < галл. isarno-;
  - Lēkīz «лікар» < галл. lēgyo-;
  - Rīkz «король» < галл. rīg[3].